# Jimmy Carter (bokser)
Jimmy Carter, właśc. James Walter Carter (ur. 15 grudnia 1923 w Aiken w stanie Karolina Południowa, zm. 21 września 1994) – amerykański bokser, trzykrotny zawodowy mistrz świata kategorii lekkiej.

## Życiorys
Rozpoczął zawodową karierę bokserską w 1946. W 1947 m.in. przegrał z przyszłym mistrzem świata wagi lekkiej Joe Brownem i zremisował z Sandym Saddlerem. W 1950 pokonał innego przyszłego mistrza świata wagi lekkiej Wallace’a „Buda” Smitha.
25 maja 1951 w Nowym Jorku Carter został zawodowym mistrzem świata wagi lekkiej po wygranej z obrońcą tytułu Ike’em Williamsem przez techniczny nokaut w 12. rundzie. 28 sierpnia tego roku w Los Angeles przegrał na punkty po 10 rundach z Artem Aragonem w walce towarzyskiej. W pojedynku o tytuł 14 listopada tego roku w Los Angeles pokonał Aragona na punkty po 15 rundach.
Carter stracił tytuł 14 maja 1952 w Los Angeles po przegranej na punkty z Lauro Salasem, którego wcześniej pokonał 1 kwietnia tego roku. W trzeciej walce z Salasem 15 października 1952 w Chicago Carter odzyskał tytuł zwyciężając na punkty. W 1953 trzykrotnie obronił pas mistrzowski, wygrywając kolejno z Tommym Collinsem (24 kwietnia w Bostonie, techniczny nokaut w 4. rundzie), George’em Araujo (12 czerwca w Nowym Jorku, techniczny nokaut w 13. rundzie) i Armondem Savoie (11 listopada w Montrealu, nokaut w 5. rundzie).
5 marca 1954 w Nowym Jorku Carter ponownie utracił tytuł mistrzowski przegrywając na punkty z Paddym DeMarco. Odzyskał go w walce rewanżowej 17 listopada tego roku w San Francisco, gdy pokonał DeMarco przez techniczny nokaut w 15. rundzie. 11 lutego 1955 w Bostonie zremisował w towarzyskiej walce z Tonym DeMarco. 29 czerwca 1955 Carter po raz trzeci stracił pas mistrza wagi lekkiej po przegranej z Wallace’em „Budem” Smithem w Bostonie. Smith pokonał go również w walce rewanżowej 19 października tego roku w Cincinnati.
Carter nigdy więcej nie walczył o tytuł. W 1956 pokonał Dona Jordana i Lauro Salasa oraz przegrał z Artem Aragonem. Zakończył karierę w 1960.
Został wybrany do International Boxing Hall of Fame w 2000.